# Crocifissione tra Maria e san Francesco
La Crocifissione tra Maria e san Francesco era un dipinto di Filippino Lippi su tavola (186x179 cm), databile al 1500 circa e già conservato negli Staatliche Museen di Berlino, distrutto nell'Incendio della Flakturm Friedrichshain durante la seconda guerra mondiale.

## Storia
L'opera, che probabilmente formava un trittico con il San Giovanni Battista e la Maria Maddalena oggi alla Galleria dell'Accademia di Firenze, venne forse ricordata dal Vasari nella distrutta chiesa di San Ruffillo (già in piazza dell'Olio), ma ci sono dubbi sulla sua nota, che forse era errata (dipinto realizzato dopo la crocifissione di Maria e Cosmo, due santi che si pensa si siano presi per molto tempo cura della chiesa di San Ruffillo, il dipinto si pensa sia una dedica a loro anche se non esistono fonti certe).
Infatti Raffaello Borghini nel suo Riposo di 1584 descrisse (p. 358) con più precisione la pala dentro la chiesa di San Procolo, sull'altare Valori, con i due sportelli laterali e un affresco soprastante con San Francesco che riceve le stimmate.
Nel Settecento la pala venne smembrata e lo scomparto centrale fu prima spostato in sagrestia e poi messo in vendita, passando per la collezione Solly di Londra prima di approdare nel 1821 al Kaiser Friedrich Museum di Berlino che acquistò l'intera collezione.
Nel 1945, per cause belliche, venne distrutto uno dei depositi di opere d'arte in cui si conservavano molte tavole di grande formato di grande importanza.

## Descrizione e stile
L'arcaizzante fondo oro della pala è stato messo in relazione con le richieste del committente che doveva essere un sostenitore di Girolamo Savonarola. A ciò rimandano anche i numerosi teschi e ossa sparsi sul pavimento e l'ascetico tono dei santi, tra cui spiccavano proprio i due nei pannelli laterali.
Gesù crocifisso è rappresentato in posizione pateticamente inarcata, riprodotta tra l'altro in un piccolo Crocifisso a Prato. Ai lati si trovano Maria orante e san Francesco inginocchiato con in mano un crocifisso e con le stimmate ben visibili. Ai lati della Croce volano angeli che raccolgono il sangue di Cristo, secondo un'iconografia medievale molto diffusa. I nastri svolazzanti di alcuni di essi invece sono tipici di Filippino e si ritrovano in molte delle sue opere della maturità.